# Bjørg Eva Jensen
Bjørg Eva Jensen (Larvik, 15 febbraio 1960) è un'ex pattinatrice di velocità su ghiaccio norvegese.
Ha partecipato a due edizioni dei giochi olimpici invernali (1980 e 1984) conquistando una medaglia a Lake Placid 1980.

## Palmarès
Olimpiadi
- 1 medaglia:
  - 1 oro (3000 m a Lake Placid 1980)

Mondiali
- 1 medaglia:
  - 1 bronzo (Hamar 1980)

Mondiali - Junior
- 4 medaglie:
  - 1 oro (Assen 1980)
  - 2 argenti (Montréal 1978, Grenoble 1979)
  - 1 bronzo (Inzell 1977)